# بخش سرخه
بخش مرکزی سرخه یکی از بخش‌های شهرستان سرخه در استان سمنان ایران است . ظهور جعفری بخشدار بخش مرکزی شهرستان سرخه است.

## تقسیمات کشوری
- بخش مرکزی سرخه
  - دهستان لاسگرد
  - دهستان حومه

شهرها: سرخه

## جمعیت
بنابر سرشماری مرکز آمار ایران، جمعیت بخش مرکزی شهرستان  سرخه در سال ۱۳۸۵ برابر با ۱۴٬۲۴۹ نفر بوده‌است .واکنون بیش از 18521 نفر می‌باشد  .

## آبادی‌ها
آبادی‌های بخش سرخه:
- دهستان افتر
  - لاسجرد،
  - اسدآباد،
  - ایج،
  - برکیان،
  - جوین،
  - دوروان، افتر. اروانه . مومن آباد
  - عبدالله‌آباد بالا،
  - عبدالله‌آباد پایین
- دهستان حومه 
  - بیابانک،
  - جهان آباد،
  - صوفی‌آباد،
  - قادر آباد،
  - نظامی،
  - جوادآباد،